# Caragaș
Caragaș (ros., ukr. Карагаш) – wieś w Mołdawii, faktycznie na terenie nieuznawanego międzynarodowo Naddniestrza, w rejonie Slobozia.

## Położenie
Wieś znajduje się w odległości 4 kilometrów na północny zachód od Slobozii. 

## Historia
Wieś założyli w XVIII w. mołdawscy uchodźcy z prawego brzegu Dniestru, z Budziaku. W 1798 żyło w niej 175 mieszkańców. W XIX w. wieś szybko się rozwijała; w połowie stulecia w Caragașu żyło 867 osób, natomiast w końcu wieku - 2132. We wsi funkcjonowała cerkiew, zaś od 1912 szkoła, której budynek zajmuje obecnie (pocz. XXI w.) muzeum. W Caragașu funkcjonuje cerkiew Kazańskiej Ikony Matki Bożej, należąca do dekanatu słobodziejskiego eparchii tyraspolskiej i dubosarskiej.
W centrum wsi znajduje się mogiła żołnierzy armii radzieckiej z pomnikiem wzniesionym w 1953.

## Demografia
Według danych spisu ludności w Naddniestrzu w 2004 we wsi żyło 4766 osób, w tym:
- 3384 Mołdawian,
- 820 Rosjan,
- 436 Ukraińców,
- 37 Bułgarów,
- 27 Niemców,
- 13 Białorusinów,
- 10 Gagauzów,
- 1 Żyd,
- 38 osób innej narodowości[4].